# SN 2007ci
SN 2007ci – supernowa typu Ia odkryta 15 maja 2007 roku w galaktyce NGC 3873. W momencie odkrycia miała maksymalną jasność 17,50m.